# Хельбинг, Ференц
Ференц Хельбинг (венг. Helbing Ferenc; 25 декабря 1870, Нове-Замки, Австро-Венгрия (ныне Словакия) — 28 января 1958, Будапешт) — венгерский художник-график, литограф, живописец, иллюстратор. Педагог.

## Биография

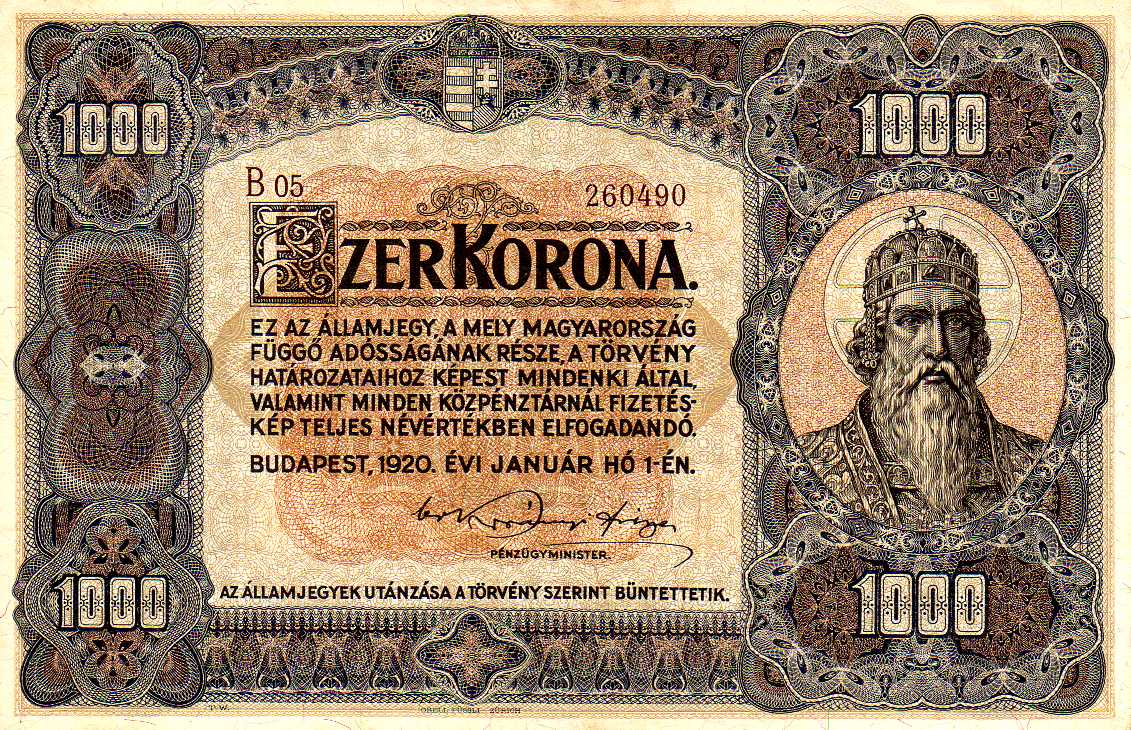
Венгерская банкнота 1920 года номиналом 1000 крон. Автор Ференц Хельбинг

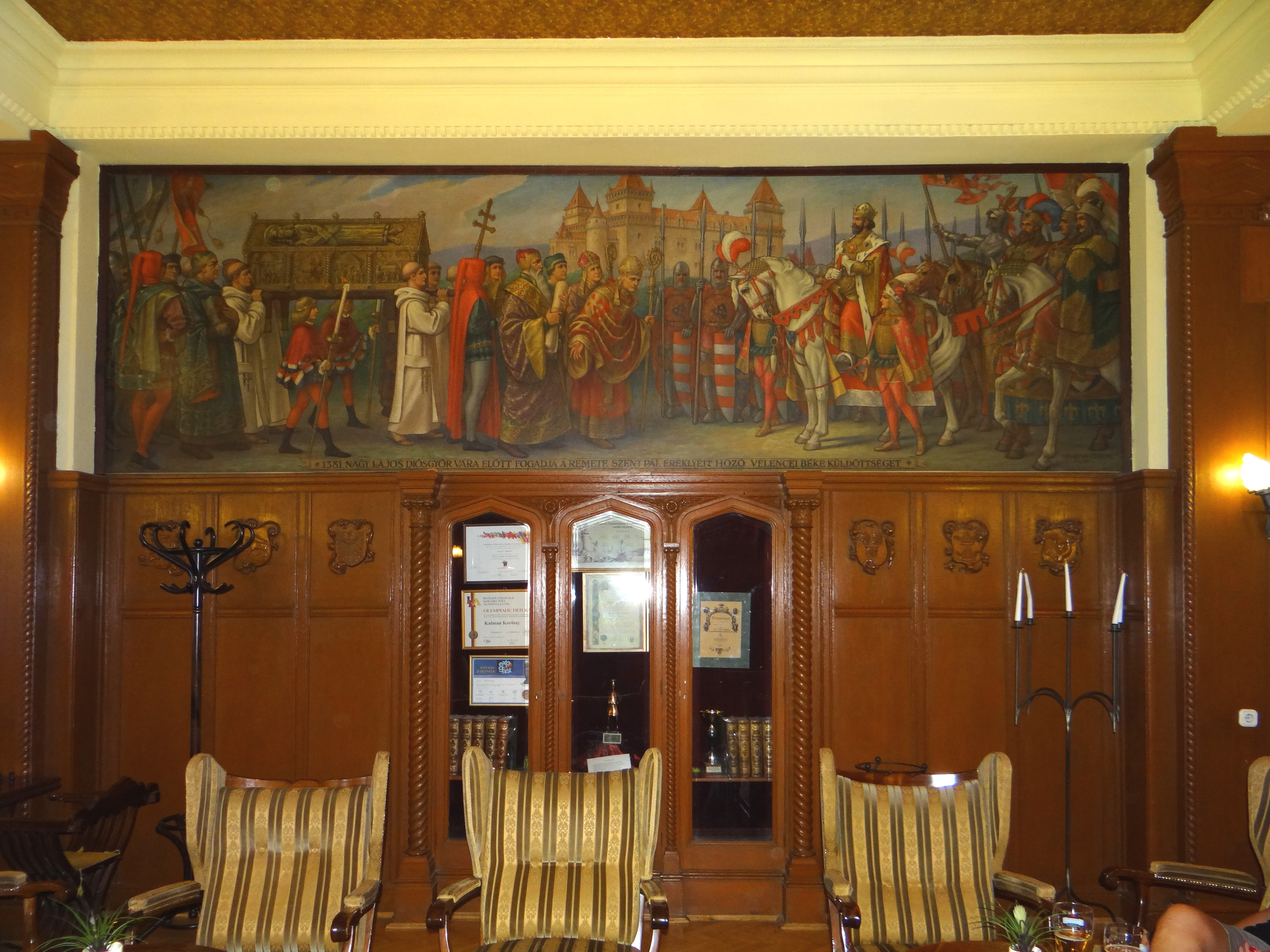
Фреска Ференца Хельбинга в отеле в Мишкольце

Художественную карьеру начал в 1892 году с литографии. После изучал курс графики и прикладного искусства, работал печатником в типографии.
Позже обратился к графическому дизайну и сделал несколько больших плакатов в стиле классицизма и эклектизма, использовав пластик, классические фигуры и золотые или окрашенные фоны.
С 1906 года Хельбинг преподавал в школе графики, затем в училище прикладного искусства (с 1910) и академии изобразительных искусств (до 1936). С 1927 года по 1936 год руководил школой прикладного искусства.
Со временем выработал собственный графический стиль, благодаря чему стал одним из самых известных представителей венгерского изобразительного искусства и пионером в области венгерской коммерческой графики.
Кроме графики, был книжным иллюстратором, живописцем, автором многих плакатов, почтовых марок. Создавал витражи и фрески (например, в Palace Hotel в Лиллафюреде, отеле в Мишкольце).
Его сказочные, символические композиции в стиле модерн похожи на работы великих австрийских и венгерских мастеров сецессиона. Некоторые его произведения весьма эротичны, представляют демоническую фигуру идеальной женщины — типичный мотив искусства на рубеже веков. В своих графических работах, иллюстрациях, гравюрах, экслибрисах художник часто использовал богатые украшения и цветочные мотивы.
Известен также, как художник и дизайнер многих венгерских банкнот.
Ференц Хельбинг — участник нескольких промышленных и полиграфических конкурсов, лауреат многих венгерских и зарубежных премий в области прикладного искусства и графики.
Некоторые из его работ можно ныне увидеть в Венгерской национальной галерее.